# Kreißsaal
Ein Kreißsaal (Schweiz: Gebärsaal bzw. -zimmer) ist der Entbindungsraum in einer Geburtsklinik oder in der Entbindungsstation eines Krankenhauses, in dem Schwangere mit Unterstützung von Hebammen und Geburtshelfern ihre Kinder gebären.

## Etymologie
Bestimmungswort für Kreißsaal ist das Verb kreißen, „Wehen haben“, „gebären“ von mittelhochdeutsch krîzen, eigentlich „schreien“, „stöhnen“, wovon auch kreischen abgeleitet ist.

## Ausstattung

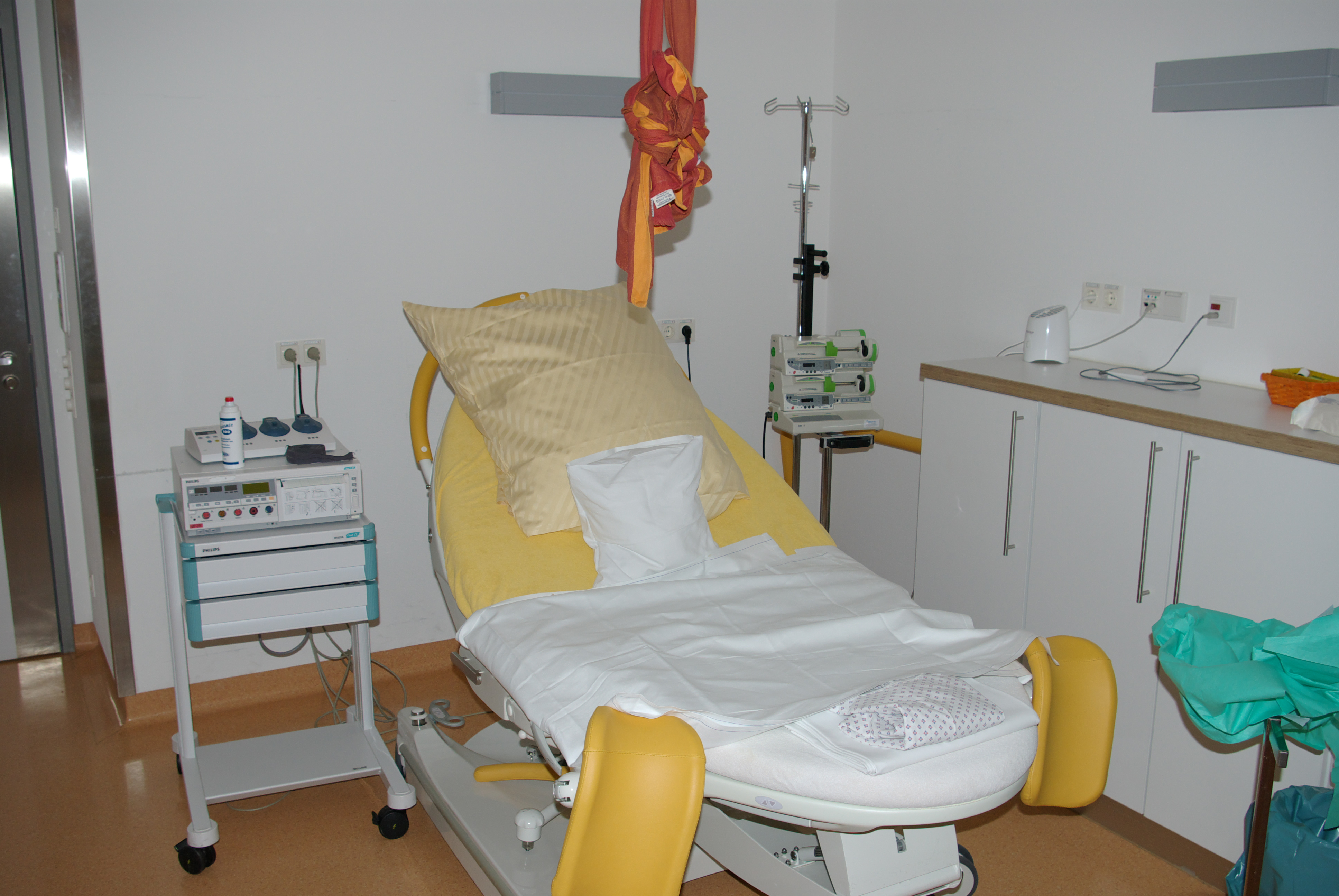
Entbindungsbett

Ein moderner Kreißsaal ist (womöglich) ausgestattet mit:
- Bett (z. B. spezielles Entbindungsbett)
- Geburtshocker
- Romarad (auch Geburtsrad genannt), ein moderner „Geburtshocker“, der ein Gefühl von Schwerelosigkeit vermitteln soll, wie etwa bei einer Wassergeburt
- Geräte zur Entspannung wie Seile, Sitzbälle oder eine Sprossenwand
- (Geburts-)Badewanne; Wannen für Wassergeburten sind etwas anders konstruiert und wesentlich größer als normale Badewannen; um der Gebärenden das Klettern über den Wannenrand zu ersparen, werden meist Wannen mit großer, fast ebenerdiger Einstiegstür verwendet
- Sitzmöglichkeit für den Vater oder eine andere Vertrauensperson
- Technik zur Überwachung von Mutter und Kind, z. B. CTG zur Herzton- (beim Kind) und Wehenkontrolle
- Versorgungsgeräte für das Baby (Badewanne, Wärmekissen etc.)